# Leptopsylla segnis
Leptopsylla segnis är en loppart som först beskrevs av Schonherr 1811.  Leptopsylla segnis ingår i släktet Leptopsylla och familjen smågnagarloppor. Inga underarter finns listade i Catalogue of Life.